# Anna Maria Zwanziger
Pour les articles homonymes, voir Zwanziger.
 (janvier 2017).
Si vous disposez d'ouvrages ou d'articles de référence ou si vous connaissez des sites web de qualité traitant du thème abordé ici, merci de compléter l'article en donnant les références utiles à sa vérifiabilité et en les liant à la section « Notes et références ».
Anna Maria Zwanziger (Nuremberg, 1760- juillet 1811) était une tueuse en série allemande et une des premières criminelles à utiliser le poison comme principale arme de prédilection.

## Biographie
Anna Schonleben est née à Nuremberg en 1760. Décrite par les chroniqueurs de l'époque comme une femme « grossière, sans attraits, sans féminité et sans charisme », elle aurait été entraînée dans le crime par son mariage malheureux avec son mari. Son mari était un ivrogne qui dilapida l'héritage d'Anna avant de mourir d'alcoolisme. Anna avait alors 40 ans. Après avoir essayé de travailler dans une usine de jouets, elle a commencé à travailler comme bonne avec l'espoir de trouver un mari plus compréhensif.
Son premier prétendant fut un juge appelé Glaser. Malheureusement, il n'était séparé de sa première femme que temporairement et Anna essaya d'empêcher une réconciliation possible entre Glaser et sa conjointe. Anna profita d'un moment d'inattention de cette dernière pour verser de l'arsenic dans son thé et ainsi provoquer la mort de l'ex-femme du juge. Malgré cela, le juge n'a pas voulu l'épouser ; Anna décida donc, par dépit, d'empoisonner les invités d'un dîner organisé par le juge. Heureusement, tous survécurent.
Après s'être éloignée du juge Glaser, Anna trouva un travail dans la maison d'un autre homme de loi, le juge Grohmann, avec qui elle projeta de se marier. Mais la fortune lui joua à nouveau un mauvais tour puisque Grohmann annonça peu de temps après ses plans de mariage avec une autre femme. Mais Anna n'accepta pas une telle décision et administra du poison dans une soupe et ces malheureux moururent dans d'atroces souffrances. Dans cette même nuit, Anna a essayé d'empoisonner deux servantes, avec qui elle n'avait pas de bonnes relations.
Sa destination suivante fut celle d'un autre juge, le juge Gebhard qui était déjà marié. Mais Anna ne tarda pas à administrer du poison de manière habituelle à l'épouse du juge. La santé de la propriétaire de maison ne tarda pas à s'aggraver, et mourut la semaine suivante avec de grandes douleurs stomacales. Encouragée par la puissance du poison, Anna a empoisonné deux servantes et le fils du juge, avec un gâteau à l'arsenic. Les servantes ont survécu mais pas l'enfant. En observant la maladie des habitants de la maison, le juge a analysé les restes de repas et a pu observer des restes d'arsenic. Mais, quand il a découvert ce que c'était, Anna était déjà loin, non sans avoir laissé des doses généreuses du poison dans les récipients de sucre et de sel.
En octobre 1809, Anna a été arrêtée après avoir envoyé différentes lettres à la famille Grohman en exprimant son regret pour l'enfant décédé et qu'elle était disposée à reprendre ses fonctions.
Après six mois d'interrogatoires, Anna a finalement avoué. Elle a dit : « Je les ai tués et je le ferais à nouveau si l'occasion se présentait. » Elle a aussi qualifié l'arsenic de « son ami fidèle ». Avant d'être décapitée en juillet 1811, elle a dit à ses exécuteurs : « Peut-être est-il meilleur pour la communauté que je meure, puisqu'il m'aurait été impossible de renoncer à la pratique de l'empoisonnement ».